# Timber (chanson)
Pour les articles homonymes, voir Timber.
Singles de Pitbull
FCK
(2013) I Love You... Te Quiero
(2014)
Singles par Kesha
Crazy Kids
(2013)
Timber est un single musical sorti en 2013 du chanteur Pitbull accompagné par la chanteuse Kesha.
La mélodie à l'harmonica remixée est tirée de la chanson San Francisco Bay (1979) du musicien danois Lee Oskar. En juillet 2014, le clip vidéo atteint les 600 millions de vues sur YouTube. En septembre 2017, il atteint le milliard de vues sur la plateforme. 

## Classements
| Classements (2013–14)                   | Meilleure position |
| --------------------------------------- | ------------------ |
| Allemagne (Media Control AG)            | 1                  |
| Australie (ARIA)                        | 4                  |
| Autriche (Ö3 Austria Top 40)            | 1                  |
| Belgique (Flandre Ultratop 50 Singles)  | 4                  |
| Belgique (Wallonie Ultratop 50 Singles) | 6                  |
| Belgique (Wallonie Ultratop 50 Dance)   | 2                  |
| Canada (Hot 100)                        | 1                  |
| Danemark (Tracklisten)                  | 1                  |
| Écosse (OCC)                            | 1                  |
| Espagne (PROMUSICAE)                    | 5                  |
| États-Unis (Hot 100)                    | 1                  |
| États-Unis (Pop Airplay)                | 1                  |
| États-Unis (Rap Songs)                  | 1                  |
| États-Unis (Dance Club Songs)           | 1                  |
| États-Unis (Adult Pop Songs)            | 15                 |
| Finlande (Suomen virallinen lista)      | 1                  |
| France (SNEP)                           | 8                  |
| Hongrie (Rádiós Top 40)                 | 1                  |
| Irlande (IRMA)                          | 2                  |
| Italie (FIMI)                           | 7                  |
| Nouvelle-Zélande (RMNZ)                 | 3                  |
| Norvège (VG-lista)                      | 1                  |
| Pays-Bas (Nederlandse Top 40)           | 1                  |
| Pays-Bas (Single Top 100)               | 3                  |
| Pologne (ZPAV)                          | 3                  |
| Tchéquie (IFPI Rádio)                   | 2                  |
| Royaume-Uni (UK Singles Chart)          | 1                  |
| Royaume-Uni (UK R&B Chart)              | 1                  |
| Slovaquie (IFPI Rádio)                  | 3                  |
| Suède (Sverigetopplistan)               | 1                  |
| Suisse (Schweizer Hitparade)            | 3                  |

## Certifications
| Pays          | Certification | Ventes certifiées                |
| ------------- | ------------- | -------------------------------- |
| Belgique      | Or            |                                  |
| France (SNEP) | Or            | 10 millions d'équivalent streams |